# Spitzhorn
Spitzhorn är en bergstopp i Schweiz.   Den ligger i distriktet Sion och kantonen Valais, i den sydvästra delen av landet, 60 km söder om huvudstaden Bern. Toppen på Spitzhorn är 2 807 meter över havet, eller 237 meter över den omgivande terrängen. Bredden vid basen är 0,96 km.
Terrängen runt Spitzhorn är bergig söderut, men norrut är den kuperad. Närmaste större samhälle är Sion, 16,6 km söder om Spitzhorn. 
Trakten runt Spitzhorn består i huvudsak av gräsmarker. Runt Spitzhorn är det ganska glesbefolkat, med 38 invånare per kvadratkilometer.